# Hattarvík
Hattarvík (IPA: [ˈhatːaɹvʊik], danska: Hattervig) är den minsta av två byar på Fugloy, Färöarnas östligaste ö. Orten grundades runt år 900 och är omgiven av höga berg på tre sidor. Det finns sedan slutet av 1980-talet en väg till grannbyn Kirkja. Hattarvík är centralort i Fugloys kommun, och tillsammans med Kirkja de enda två orterna i kommunen.
Vid folkräkningen 2015 hade Hattarvík endast 14 invånare.
Nordöst om Hattarvik ligger Stapi odde som är Färöarnas östligaste punkt (se även Färöarnas ytterpunkter).

## Befolkningsutveckling
| Befolkningsutvecklingen i Hattarvík 1985–2015 | Befolkningsutvecklingen i Hattarvík 1985–2015 | Befolkningsutvecklingen i Hattarvík 1985–2015 | Befolkningsutvecklingen i Hattarvík 1985–2015 | Befolkningsutvecklingen i Hattarvík 1985–2015 |
| --------------------------------------------- | --------------------------------------------- | --------------------------------------------- | --------------------------------------------- | --------------------------------------------- |
|                                               |                                               |                                               |                                               |                                               |
| År                                            |                                               |                                               | Folkmängd                                     |                                               |
| 1985                                          | 1985                                          |                                               | 26                                            |                                               |
| 1990                                          | 1990                                          |                                               | 35                                            |                                               |
| 1995                                          | 1995                                          |                                               | 29                                            |                                               |
| 2000                                          | 2000                                          |                                               | 20                                            |                                               |
| 2005                                          | 2005                                          |                                               | 17                                            |                                               |
| 2010                                          | 2010                                          |                                               | 14                                            |                                               |
| 2015                                          | 2015                                          |                                               | 14                                            |                                               |
|                                               |                                               |                                               |                                               |                                               |